# Virtuális kivitelezés
A virtuális kivitelezés egy számítógépes szoftverekkel segített folyamat, melynek során felépítenek egy, a valóságnak megfelelő 3D épületmodellt.
A nagyobb magasépítési beruházásokat (szálloda, bevásárlóközpont, irodaház, lakóház stb.) szakági kiviteli tervek alapján kivitelezik. A virtuális kivitelezéssel ezen kiviteli tervekből számítógépeken felépítik a későbbi valós épületet. A folyamat eredménye felfogható egyfajta „próbaépületként” is, így a kiviteli tervekben található – feltárt – szakági ellentmondások a későbbiekben nem zavarják majd a kivitelezést. Ha rendelkezésre áll a „próbaépület”, abból pontos építőipari mennyiségek és árazatlan költségvetés is készíthető.
A tervellentmondások feloldása, illetve a pontos mennyiségek kimutatása által a virtuális kivitelezés jelentős költségmegtakarítást – a nettó építési költség 5-10%-a – eredményez.